# El Mariachi
El Mariachi là một bộ phim thuộc thể loại tội phạm của Mỹ và là phần đầu tiên trong series Mexico Trilogy (bộ 3 Mexico). Bộ phim lấy bối cảnh là vùng quê hẻo lánh ở Bắc Mexico với nhân vật trung tâm là El Mariachi. Bộ phim thu về 1 triệu đô la phòng vé dù kinh phí làm phim khá thấp chỉ vào khoảng 200 nghìn đô la. Nhân vật El Mariachi do nam diễn viên Carlos Gallardo thủ vai.

## Cốt truyện
Tại vùng quê hẻo lánh ở Mexico là địa bàn của các băng đảng buôn Ma túy khét tiếng trong đó nổi lên là băng đảng của tên trùm khét tiếng Moco. Azul-1 tên sát thủ đánh thuê của Moco có ý định trả thù chính tên trùm đã khiến hắn phải khổ sở. Hắn mang theo hộp đựng đàn guitar nhưng thực chất bên trong toàn súng. Trong lúc đó 1 chàng nhạc sỹ trẻ với cây đàn guitar xuất hiện tại đây với mong muốn sẽ nối nghiệp cha mình trở thành 1 Mariachi(tên gọi chung cho các nhạc sỹ Mexico) nổi tiếng.
Tại khu biệt thự kiên cố, Moco sai những tên sát thủ của mình đến giết Azul. Qua mô tả những tên sát thủ này sẽ tìm và giết 1 người mang đồ đen với 1 hộp đàn guitar. Tuy nhiên vì Mariachi cũng có mô tả tương tự nên kết quả anh bị những tên sát thủ Moco tấn công (do Moco không tiết lộ khuôn mặt thật của Azul). Để tự vệ, Mariachi đã giết chết 4 tên. Anh chạy thoát đến 1 quán bar và tại đây anh gặp 1 nữ tiếp viên tên Domino. Giữa 2 người nhanh chóng nảy sinh tình cảm. Tuy nhiên Marachi lại không hề biết quán của Domino do chính Moco bảo kê đồng thời Domino cũng là người mà Moco rất sủng ái và tên trùm sẽ không tha cho bất cứ ai đến gần Domino.
Trong lúc đó, Azul đến quán bar uống bia đồng thời cũng là để dò tung tích của Moco. Hắn sau đó rời đi với hộp đàn của Mariachi. Trên đường đi hắn bị những tên sát thủ của Moco bắt tuy nhiên vì trong hộp đàn chỉ có guitar không hề có súng nên bọn chúng thả Azul đi. Một thời gian sau, Mariachi bị bắt giải đến chỗ Moco nhưng tên trùm nhận ra lầm người nên thả anh đi.
Cùng lúc đó Azul đã biết được Mariachi và phát hiện mối quan hệ của Mariacho với Domino nên đã tìm đến cô yêu cầu cô dẫn hắn đến Moco bằng không Mariachi sẽ bị Moco giết. Cô đồng ý. Tại khu của Moco, Azul giả vờ bắt Domino làm con tin. Tuy nhiên lúc này Moco nhận ra Domino đã phản bội hắn và yêu Mariachi. Hắn nổi giận bắn chết cả Azul lẫn Domino. Mariachi tìm đến đau xót và đặt nụ hôn lên Domino. Tên trùm lên cơn điên bắn nát bàn tay trái của Mariachi khiến anh không thể chơi đàn được nữa. Hắn ra sức sỉ nhục và chế nhạo Mariachi. Lúc này Mariachi không còn cảm thấy sợ hãi và đau đớn nữa. Anh rút súng của Azul dùng tay phải bắn chết tên trùm. Đàn em của Moco xúm lại thấy xác tên trùm bị bắn chết nhưng chúng không bắn Mariachi mà bỏ đi.
Mariachi rời khỏi thị trấn đem theo con chó Pitbull và lá thư tình của Domino viết cho anh. Giấc mơ trở thành 1 Mariachi chân chính đã tan vỡ khi giờ đây trong anh chỉ còn là 1 sự căm hận những tên tội phạm đã gây ra đau khổ cho anh. Anh leo lên xe cùng với hộp đàn của Azul chứa đầy súng và lái đi khi mặt trời lặn.

## Vai diễn
- Carlos Gallardo trong vai El Mariachi: 1 chàng thanh niên có mơ ước trở thành 1 nhạc sỹ giỏi nhưng ước mơ đó đã bị phá nát bởi các băng đảng tội phạm nên đã thề sẽ trả thù chúng.
- Consuelo Gómez trong vai Dominó: là 1 tiếp viên quán bar-người đã cứu Mariachi và có cảm tình với anh. Cô bị Moco bắn chết vì phản bội hắn.
- Peter Marquest trong vai Mauricio (còn gọi là Moco): 1 tên trùm ma túy xảo quyệt và nham hiểm. Hắn bị Mariachi bắn chết.
- Rebol Martínez trong vai Azul: sát thủ đánh thuê của Moco nhưng sau đã phản bội hắn.

## Phần kế tiếp
Phần kế tiếp của phim sẽ mang tựa đề Desperado (những kẻ liều mạng) sẽ tiếp tục kể về hành trình của El Mariachi đến vùng đất mới. Lúc này con người anh đã thay đổi. Từ 1 chàng thanh niên hiền lành giờ đây anh đã trở thành 1 sát thủ máu lạnh và mục tiêu của anh không gì khác là tiêu diệt các băng đảng tội phạm để trả thù. Phần kế tiếp vai El Mariachi sẽ do nam diễn viên Antonio Banderas đảm nhiệm.